# Walter Beltrami
Walter Beltrami (* 12. Juli 1974 in Brescia) ist ein italienischer Jazzmusiker (Gitarre, Komposition).

## Leben und Wirken
Beltrami studierte zunächst am Berklee College of Music in Boston bei Mick Goodrick, Ed Tomassi, Dave Santoro und John Damian, um dann seine Studien an der Musikhochschule Luzern bei Christy Doran, Kurt Rosenwinkel und Frank Möbus abzuschließen.
Beltrami trat in Jazzclubs, Theatern und auf Festivals in Italien, der Schweiz, Österreich, Deutschland, Spanien, Norwegen, Russland und den Vereinigten Staaten auf. Er nahm sieben Alben unter eigenem Namen auf, zunächst Wb3 (für „Walter Beltrami Trio“) bei Philology und Piccoli Numeri im Trio (mit Roberto Bordiga und Emanuele Maniscalco) für CAM Jazz. Es folgten Produktionen wie Paroxysmal Postural Vertigo (2011), Kernel Panic (2013) und Looperville (2015) mit Musikern wie Jim Black, Francesco Bearzatti, Vincent Courtois, Giovanni Falzone und Stomu Takeishi. Auf Felix’ Jump (2016) spielte er im Trio mit Stefano Tamborrino und Danilo Gallo. Weiterhin arbeitete er mit Claudio Puntin, Kurt Rosenwinkel, Moritz Eggert, Rainer Tempel, Walter Thompson, Giovanni Guidi, Markku Ounaskari, Harris Eisenstadt, Stefano Senni und vielen anderen.
Beltrami unterrichtet Jazzgitarre und Harmonielehre am Konservatorium Centro Superior Escuela Creativa in Madrid, wo er auch der Koordinator des Studiengangs Jazz Performance ist.

## Preise und Auszeichnungen
2004 gewann Beltrami den Preis Incroci Sonori Jazz beim Moncalieri Jazz Festival, den Preis Luca Flores als bester Solist bei Barga Jazz und war einer der Finalisten bei der First Gibson Montreux Jazz Guitar Competition beim Montreux Jazz Festival. Beim Italian Top Jazz Prize 2011 kam er auf Platz 4 in der Kategorie Bester italienischer Gitarrist. 2013 war seine Platte Kernel Panic auf dem dritten Platz der Top Ten der besten italienischen Jazzplatten und auf dem fünften Platz als Best New Talent.